# Hypocrisy
Hypocrisy je death metal-sastav osnovan 1990. godine u Stockholmu, a osnovao ga je Peter Tägtgren, pjevač i gitarist sastava.

## Stil
Riječi pjesama su u ranijem stadiju bile sotonističke i anti-kršćanske, a kasnije su sadržavale paranormalne i zemaljskim teme, dok su albumi isprva bili u stilu tradicionalnog death metala, da bi kasnije imali melodičniji death metal zvuk.

## Životopis
Godine 1990., nakon tri provedene godine u Fort Lauderdaleu u Floridi, Peter Tägtgren se vraća u Švedsku i osniva Hypocrisy.
Ranija izdanja su bila zapažena kao kvalitetan death metal, ali ne osobito inovativan. Ta kritika je sastav potaknula na razvijanje karakterističnog zvuka i stila. Kasniji albumi imaju više atmosferičan zvuk, a riječi se baziraju na izvanzemaljcima i otmicama izvanzemaljaca (Abducted, Roswell 47). Zadnje izdanje Virus pokazuje povratak death metal riječima.
Tägtgrenovo producentsko iskustvo je moglo dovesti do mijenjanja glazbenog smjera, jer se izbliza bavio ostalim projektima i producirao albume drugih glazbenih sastava.

## Članovi

### Trenutačni članovi
- Peter Tägtgren – vokali, gitara, klavijature
- Mikael Hedlung – bas-gitara
- Horg – bubnjevi
- Klas Ideberg – povremeni gitarist

### Bivši članovi
- Magnus "Masse" Broberg – vokali (1992. – 1993.)
- Jonas Österberg – gitara (1992.)
- Lars Szöke – bubnjevi (1990. – 2004.)
- Mathias Kamijo (Algaion) – gitara uživo
- Andreas Holma – gitara

## Diskografija

### Studijski albumi
- Penetralia (1992.)
- Osculum Obscenum (1993.)
- The Fourth Dimension (1994.)
- Abducted (1996.)
- The Final Chapter (1997.)
- Hypocrisy (1999.)
- Into The Abyss (2000.)
- Catch 22 (2002.)
- The Arrival (2004.)
- Virus (2005.)
- A Taste of Extreme Divinity (2009.)
- End of Disclosure (2013.)

### Demo uradci
- Rest in Pain (1991.)
- Rest in Pain '92 (1992.)

### EP-ovi
- Pleasure of Molestation (1993.)
- Inferior devoties (1994.)
- Maximum Abduction (1997.)
- Virus Radio EP (2005.)

### Kompilacije
- 10 Years of Chaos and Confusion (2001.)

### Albumi uživo
- Hypocrisy Destroys Wacken 1998 (1998.)

### Singlovi
- Carved Up (1996.)

## Vanjske poveznice
- Hypocrisy službena stranica  Arhivirana inačica izvorne stranice od 2. prosinca 2019. (Wayback Machine)